# Peter Nielsen
Peter Nielsen est un footballeur danois né le 3 juin 1968 à Copenhague.

## Biographie

### En sélection
- 10 sélections et 1 but avec l'équipe du Danemark entre 1992 et 2002.

## Carrière
- ?-? : Fremad Amager  Danemark
- ?-1992 : Lyngby BK  Danemark
- 1992-1996 : Borussia Mönchengladbach  Allemagne
- 1996-2003 : FC Copenhague  Danemark